# Introduction au mariage
Pour plus de détails, voir Fiche technique et Distribution.
Introduction au mariage (結婚学入門, Kekkon gaku nyūmon) est un film japonais réalisé par Yasujirō Ozu, sorti en 1930.
Le film est considéré comme perdu, le scénario existe toujours.

## Synopsis
Un film sur le mariage, lorsque mari et femme sont lassés de leur vie commune.

## Fiche technique
- Titre : Introduction au mariage
- Titre original : 結婚学入門 (Kekkon gaku nyūmon?)[2]
- Réalisation : Yasujirō Ozu
- Scénario : Kōgo Noda, d'après une histoire de Toshio Ōkuma
- Photographie : Hideo Shigehara
- Société de Production : Shōchiku (studio Kamata)
- Pays de production :  Empire du Japon
- Format : noir et blanc — 1,33:1 — 35 mm — muet
- Genre : comédie
- Durée : 71 minutes[2] (métrage : sept bobines - 1 943 m[3])
- Date de sortie :
  - Empire du Japon : 5 janvier 1930[3]

## Distribution
- Tatsuo Saitō : Mitsuo Kitamiya
- Sumiko Kurishima : Toshiko, sa femme
- Shin'yō Nara (ja) : son frère aîné
- Fumiko Okamura : sa belle-sœur
- Minoru Takada : Shin'ichirō Takebayashi
- Shizue Tatsuta (ja) : Mineko, sa femme
- Mitsuko Yoshikawa : la femme du bar